# Václav Halama
Václav Halama, auch Wenzel Halama (* 4. November 1940 in Gablonz, Reichsgau Sudetenland; † 8. Juni 2017 in Kolín nad Rýnem, Tschechien), war ein tschechoslowakischer Fußballspieler und -trainer. Er wurde 1984 mit dem FK Austria Wien österreichischer Meister.

## Spielerkarriere
Halama verbrachte einen Großteil seiner Spielerlaufbahn bei LIAZ Jablonec, 1964 gelang ihm mit dem Verein der Aufstieg in die 2. Tschechoslowakische Liga. Er spielte zudem für FK Dukla Prag und den FC Uster in der Schweiz.

## Trainerkarriere
Halama begann Anfang der 1970er Jahre als Spielertrainer bei der zweiten Mannschaft von LIAZ Jablonec, die damals in der vierten Liga spielte. Von 1974 bis 1976 trainierte er die erste Mannschaft in Jablonec. Anschließend emigrierte Halama in die Bundesrepublik Deutschland und ließ sich in Köln nieder, wo er auch die renommierte Sporthochschule absolvierte.
In Deutschland war er unter Max Merkel Co-Trainer beim FC Augsburg, zu Beginn der Spielzeit 1978 / 79 war Halama für kurze Zeit Trainer beim oberbergischen A-Kreisligisten RS 19 Waldbröl. 1978 wurde er Cheftrainer beim Grazer AK und gewann 1981 mit den Grazern den österreichischen Pokal. Es war zum damaligen Zeitpunkt der erste nationale Titel eines steirischen Fußballvereins.
Nach diesem Erfolg kehrte in die BRD zurück und übernahm den TSV 1860 München in der 2. Fußball-Bundesliga mit Spielern wie Rudi Völler, Herbert Waas oder Wolfgang Sidka.
Aber schon im April 1982 verließ er München wieder und wurde Trainer bei Austria Wien, wo er seine größten Erfolge feiern konnte. Unter Halama erreichte die Mannschaft im Europapokal der Pokalsieger 1982/83 das Halbfinale und schied, nachdem man zuvor den FC Barcelona ausschalten konnte, erst gegen Real Madrid aus. Bis zum heutigen Tage hat Austria Wien, in einem europäischen Wettbewerb, nicht mehr an die damaligen Erfolge anschließen können. Im Jahr 1984 wurde Halama mit den Wienern österreichischer Meister.
Dennoch verließ Halama den Verein und nahm ein Angebot aus Griechenland an, AEK Athen zu trainieren. Dort wurde er bereits nach zehn Spieltagen nach einer Niederlage im Lokalderby gegen den amtierenden Meister Panathinaikos Athen (2:3 am 25. November 1984) freigestellt und kehrte Ende November 1984 zum früheren Arbeitgeber TSV 1860 nach München zurück. Die Löwen spielten inzwischen in der Bayernliga, Halama hatte keinen Erfolg. Danach trainierte er den FC Locarno (1987/88) und erneut den GAK (1988/89).

## Weitere Tätigkeiten
Nach seiner Trainertätigkeit arbeitete Halama als Spielerberater (u. a. Miroslav Baranek, Martin Frýdek, Pavel Hapal, Miroslav Kadlec und Radoslav Látal). Er war als Europa-Manager für Sigma Olmütz sowie als Berater für Osteuropa für das Sportmarketingunternehmen UFA Sports bzw. den Sportrechtevermarkter Sportfive tätig.